# Dorfkirche Niederfinow

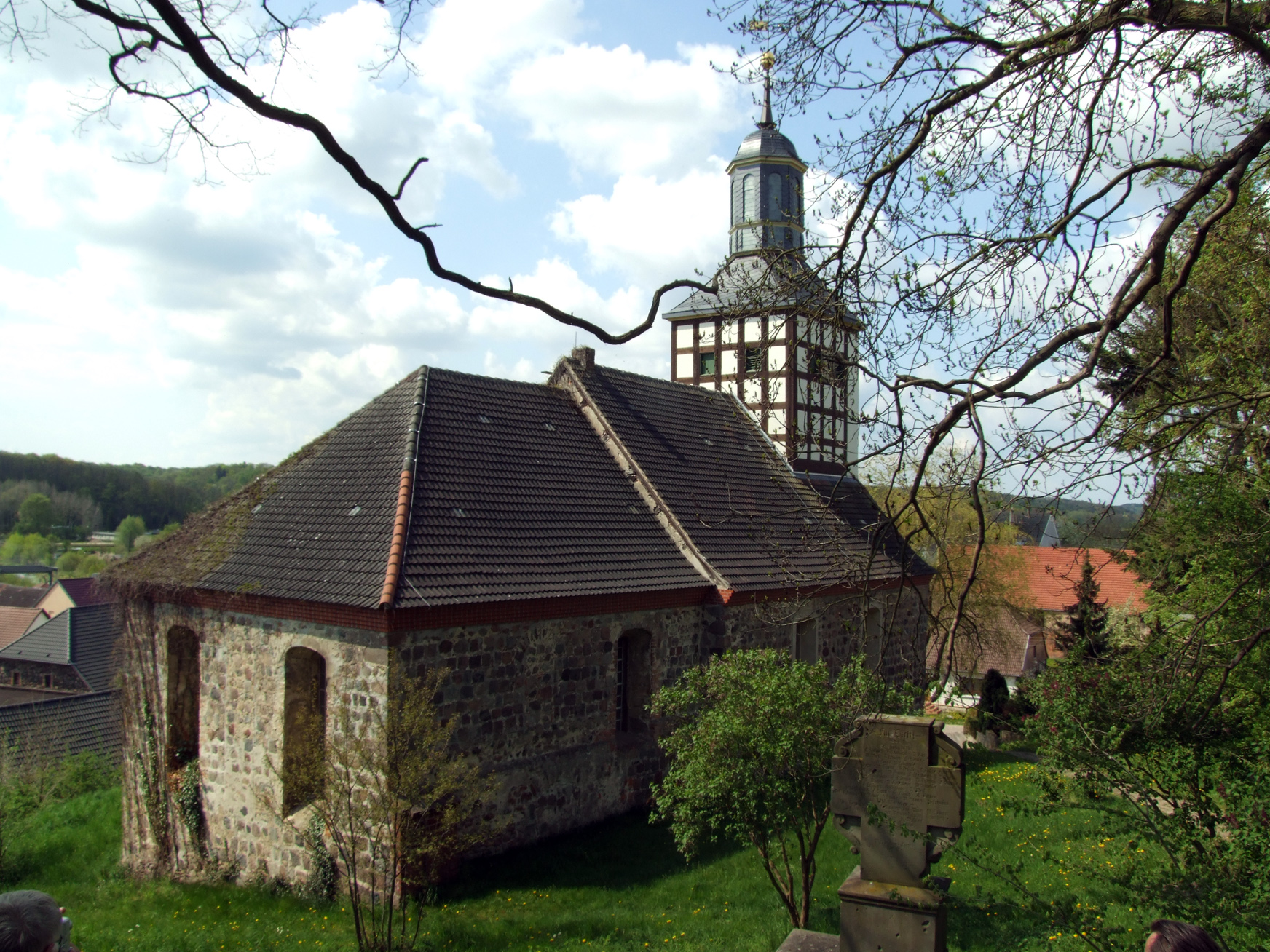
Dorfkirche Niederfinow

Die evangelische, denkmalgeschützte Dorfkirche Niederfinow steht in Niederfinow, einer Gemeinde im Landkreis Barnim des Landes Brandenburg. Die Kirche gehört zum Pfarrsprengel Falkenberg/Mark im Kirchenkreis Barnim der Evangelischen Kirche Berlin-Brandenburg-schlesische Oberlausitz.

## Beschreibung
Die Feldsteinkirche aus der zweiten Hälfte des 13. Jahrhunderts, die aus einem Langhaus und einem eingezogenen, rechteckigen Chor im Osten besteht, wurde nach einem Brand 1731 wiederhergestellt. Aus dem Satteldach des Langhauses erhebt sich im Westen ein quadratischer Dachturm aus Holzfachwerk, dessen Helm aus einem schiefergedeckten Pyramidenstumpf besteht, auf dem eine achteckige Laterne sitzt, die von einer Glockenhaube bekrönt wird. 
Der Innenraum wird von einer Holzbalkendecke überspannt. Auf toskanischen Säulen befindet sich die Empore im Westen. Auf ihr steht die 1912 von Albert Kienscherf gebaute Orgel. Zur Kirchenausstattung gehört der 1732 gebaute Kanzelaltar mit seitlichen Durchgängen, die von Pilastern flankiert werden. Der Korb der Kanzel wird von Säulen gerahmt. Das achteckige, neugotische Taufbecken stammt aus dem 19. Jahrhundert.